# Dina Raabjerg
Dina Hoff Myrup Raabjerg (født 6. februar 1971 i Brovst) er dansk politiker som har været medlem af Folketinget for Det Konservative Folkeparti siden marts 2024.
Raabjerg tiltrådte som folketingsmedlem 12. marts 2024 med virkning fra 3. marts som efterfølger for Det Konservative Folkepartis politiske leder Søren Pape Poulsen som døde af en hjerneblødning.  Hun blev valgt som første stedfortræder i Vestjyllands Storkreds ved Folketingsvalget 2022 med 770 personlige stemmer. Raabjerg har været byrådsmedlem i Ikast-Brande Kommune siden 1. januar 2022, hvor hun blev valgt ind med 313 personlige stemmer. Hun har desuden været EU-kandidat for Det Konservative Folkeparti ved Europaparlamentsvalget 2019, hvor hun med 1.401 personlige stemmer ikke opnåede valg.
Dina Raabjerg i 1996 er uddannet økonom fra Aalborg Universitet, og hun har en baggrund i både det offentlige og private arbejdsmarked. Fra 1996 til 2007 arbejdede hun i forskellige stillinger med økonomistyring, herunder som planlægger i Hjørring Kommune, økonomichef i Sydthy Kommune og budgetchef i Skanderborg Kommune. Fra 2007 har hun arbejdet i forskellige IT-relaterede virksomheder som bl.a. salgschef i KMD, kommerciel chef i den private IT-forskningsinstitution Alexandra Instituttet og forretningsudvikler i Systematic. I perioden 2018 til 2020 var hun desuden bestyrelsesmedlem i en række danske virksomheder herunder Sarita CareTech, DanPilot og ARTOGIS A/S. Mens hun arbejder som folketingsmedlem for Det Konservative Folkeparti, arbejder hun desuden tre timer om ugen for virksomheden Aarsleff A/S.
Raabjerg var i perioden 2017-2019 næstformand i Erhvervsforum Aarhus, og hun er medlem af netværket Bestyrelseskvinder.